# 수회초등학교
수회초등학교는 충청북도 충주시에 있는 공립 초등학교이다.

## 학교 연혁
- 1944년 4월 5일: 수안보공립국민학교 수회분교장 개설
- 1946년 9월 1일: 수회공립국민학교 개교

## 참고 자료
- 수회초등학교 - 한국교육학술정보원 학교알리미